# AS-201
AS-201 foi o primeiro voo teste não tripulado do Saturno IB para o Programa Apollo da NASA. Lançado a partir do Cabo Kennedy em 26 de fevereiro de 1966. A missão AS-201 foi o primeiro voo do foguete Saturno IB, e o primeiro voo do Módulo de Comando e Serviço.
O Saturno IB foi uma versão avançada do Saturno I que tinha voado dez vezes anteriormente como parte do Projeto Apollo. As principais diferenças entre os foguetes eram os motores do primeiro estágio mais potentes, um novo segundo estágio (OS-IVB) que podia ser reiniciado no espaço e o novo motor J-2 que queimava hidrogênio.
A missão AS-201 testou o primeiro e segundo estágios do foguete para lançar a nave espacial em uma trajetória elevada. O motor do Módulo de Comando e Serviço foi acionado para que a nave fizesse uma reentrada em alta velocidade para testar o protetor térmico.
Houve uma primeira tentativa de lançamento em 25 de fevereiro de 1966, mas a pressão de um dos tanques de combustível no S-IVB caiu abaixo dos limites permitidos e o computador de bordo abortou o lançamento 4 segundos antes. O problema poderia ter sido facilmente solucionado, mas havia dúvidas que poderia ser feito dentro do tempo da janela de lançamento. Os membros da equipe concluíram que seria possível operar o foguete mesmo com a pressão mais baixa no tanque de combustível e o lançamento foi reativado.
Em 26 de fevereiro de 1966 o primeiro voo do Saturno IB decolou. O primeiro estágio funcionou perfeitamente elevando o foguete a 57 km, em seguida o S-IVB elevou a nave espacial para 425 km. O CSM se separou e continuou a subir para 488 km, acionou seu próprio foguete e acelerou em direção à Terra. A primeira queima durou 184 segundos e 10 segundos depois, queimou por mais 10 segundos. Isso provou que o motor poderia reiniciar no espaço, uma parte crucial para os futuros voos tripulados para a Lua.
A nave entrou na atmosfera a 8 300 m/s e chegou ao mar 37 minutos após o lançamento, 72 km distante do ponto planejado. O motor do Módulo de Comando e Serviço trabalhou corretamente por 80 segundos, mas a presença de gás hélio na câmara de combustão interrompeu o funcionamento. O hélio era usado para dar pressão ao tanque de combustível e não deveria estar na câmara de combustão. Isso foi causado pela ruptura na linha do oxidante que permitiu que o gás se misturasse. O sistema elétrico falhou fazendo com que o Módulo de Comando perdesse o controle durante a reentrada e medidas que deveriam ter sido tomadas durante a reentrada falharam devido a um curto circuito.